# Philharmonischer Chor Bonn
Der Philharmonische Chor der Stadt Bonn e.V. wurde 1852 unter dem Namen „Städtischer Gesangsverein“ als Zusammenschluss verschiedener Bonner Musikvereine gegründet. Erster Leiter und Dirigent des Gesangsvereins war Wilhelm Joseph von Wasielewski.
Als Ensemble semiprofessionellen Zuschnitts ist der Chor mit der Pflege des chorsinfonischen Repertoires seiner Tradition treu geblieben. Auch die Mitwirkung bei den städtischen Bonner Chorkonzerten ist wie ehedem seine Hauptaufgabe. Neben den städtischen Konzerten unter der Leitung des Bonner Generalmusikdirektors sind Aufführungen mit namhaften Gastdirigenten wie Gerd Albrecht, Gary Bertini, James Conlon, Bernhard Klee, Michael Schoenwand, Peter Gülke, Markus Stenz, Christoph Prick, Christoph von Dohnányi und Esa-Pekka Salonen zu den Höhepunkten der musikalischen Arbeit des Chores zu rechnen.
Neben der Pflege des traditionellen Repertoires erarbeitete der Chor unter der Leitung von Thomas Neuhoff selten zu hörende große Chorwerke des 20. Jahrhunderts u. a. „The Dream of Gerontius“, „The Apostles“ und „The Kingdom“ von Edward Elgar sowie Frederick Delius’ „Eine Messe des Lebens“, aufgeführt zum 150-jährigen Gründungsjubiläum des Chores im Jahr 2002.
Seit 2016 hält Paul Krämer die künstlerische Leitung des Philharmonischen Chores Bonn inne.

## Künstlerische Leiter
- Wilhelm Joseph von Wasielewski (1852 bis 1855)
- Albert Dietrich (1855 bis 1861)
- Caspar Joseph Brambach (1861 bis 1869)
- Wilhelm Joseph von Wasielewski (1869 bis 1884)
- Leonhard Wolff (1884 bis 1898)
- Hugo Grüters (1898 bis 1922)
- Friedrich Max Anton (1922 bis 1930)
- Hans Wedig (1930 bis 1933)
- Gustav Classens (1933 bis 1949)
- Otto Volkmann (1949 bis 1957)
- Volker Wangenheim (1957 bis 1979)
- Rüdeger Füg (1979 bis 1982)
- Julius Asbeck (1982 bis 1983)
- Thomas Neuhoff (1983 bis 2016)
- Paul Krämer (ab 2016)